# Mendonça (kommun)
Mendonça är en kommun i Brasilien.   Den ligger i delstaten São Paulo, i den södra delen av landet, 600 km söder om huvudstaden Brasília. Antalet invånare är 4 640.
Omgivningarna runt Mendonça är en mosaik av jordbruksmark och naturlig växtlighet. Runt Mendonça är det ganska glesbefolkat, med 23 invånare per kvadratkilometer.